# Capital Alto Orinoco
Capital Alto Orinoco est l'une des 5 paroisses civiles de la municipalité d'Alto Orinoco dans l'État d'Amazonas au Venezuela, selon les documents officiels de l'institut nationale des statistiques du Venezuela en 2013. Cette paroisse civile n'existe pas dans les sources officielles du même institut de 2015, possible confusion avec la « capitale » ou chef-lieu de l'Alto Orinoco, La Esmeralda.